# 四川石梓
四川石梓（学名：Gmelina szechwanensis），为马鞭草科石梓属下的一个植物种。